# Runaway Romany
Runaway Romany er en amerikansk stumfilm fra 1917 af George W. Lederer.

## Medvirkende
- Marion Davies som Romany
- W.W. Bitner som Zelaya
- Boyce Combe som Hobart
- Pedro de Cordoba som Zinga
- Ormi Hawley som Anitra St. Clair